# Española, New Mexico
Española är en ort i Rio Arriba County i delstaten New Mexico, USA.